# 謝薩普拉納山
47°03′14″N 9°42′26″E / 47.05389°N 9.70722°E

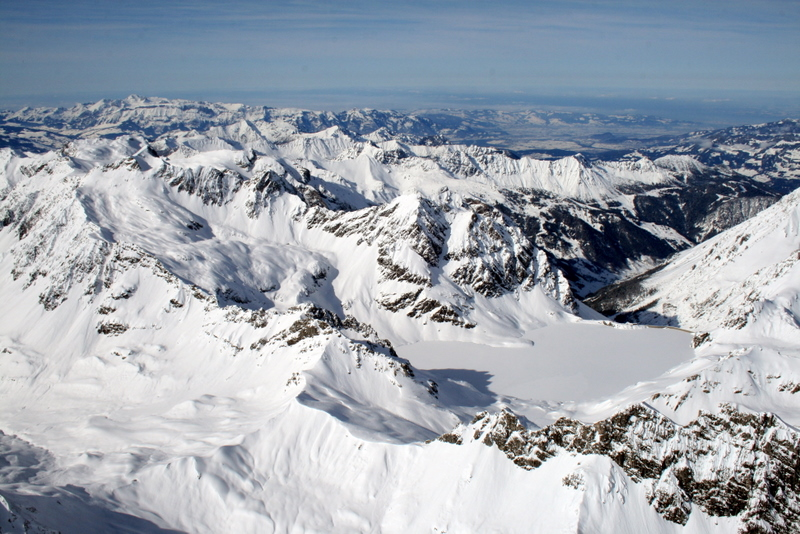

謝薩普拉納山（德語：Schesaplana），是歐洲的山峰，位於奧地利和瑞士接壤的邊境，屬於雷蒂孔山的一部分，海拔高度2,964米，人類在1610年8月24日首次登上該山峰。